# 史蒂芬·柯维

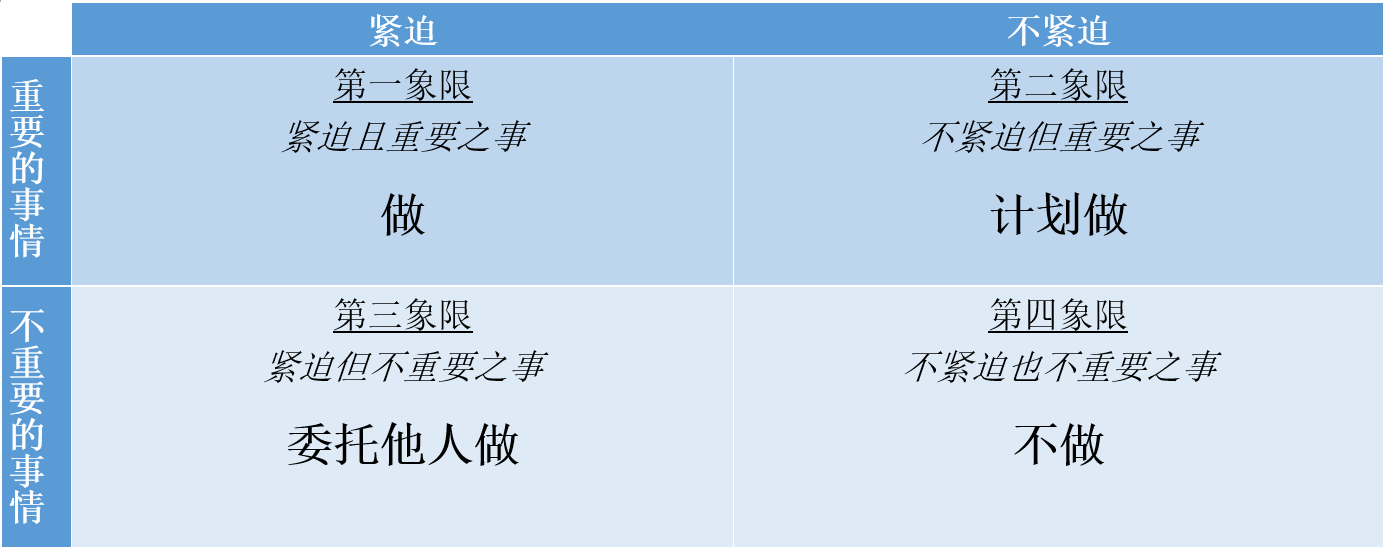
史蒂芬·柯维与德怀特·艾森豪威尔决定在哪里投入精力时使用的重要性与紧迫性四象限图

史蒂芬·理查兹·柯维（英語：Stephen Richards Covey；1932年10月24日—2012年7月16日），是美国著名的管理学大師，著有《与成功有约－高效能人士的七个习惯》及其他暢銷書籍。因應21世紀的轉變，他在2004年寫了前書的續篇：《第八種習慣》；到2008年，再推出《7個習慣教出優秀的孩子 - 領導力教育的奇蹟》（The Leader In Me -- How Schools and Parents Around the World Are Inspiring Greatness, One Child at a Time），講述美國北卡州一家學校如何透過應用《与成功有约》一書提及的七種好習慣，來培養學校的學生成為未來社會的棟樑。
柯維與他的家人住在猶他州，都是耶穌基督後期聖徒教會的信徒。在著書立說之前，他一直在家鄉的楊百翰大學任教。他有九名子女和49名孫兒孫女，使他在2003年贏得National Fatherhood Initiative。
柯維曾成立「柯維領袖中心」(Covey Leadership Center)，在1997年被著名的筆記本生產商、時間管理大師Hyrum W. Smith創立的Franklin Quest合併成為FranklinCovey。當時正值歐美企業的合併潮，二人希望“透過這場合併來樹立企業合併的典範”。不過這場合併結果卻問題多多，還淪為了雜誌的笑柄，因為合併的過程出現了與柯維的書提倡的七個好習慣完全相反的行為。
2008年，柯維創建了柯維線上社群，集合了多個網上課程、目標管理及社會網路建設的網址。透過這個網上社群，柯維把他有關個人領導的最新意念及想法向社羣發送。
柯維的第一個學位就在他的出生地鹽湖城的猶他大學取得，是一個工商管理理學士學位。之後他在哈佛大學取得工商管理碩士學位，並在現居住地的楊伯翰大學取得宗教教育博士资格，專攻後期聖徒的發展史及其教義。他亦是Pi Kappa Alpha的成員。
2012年3月，柯維騎腳踏車時不幸出了一場非常大的車禍，緊急送醫救治後，於2012年7月16日過世，享壽80歲。

## 学术成就
- 人类潜能理论

## 主要著作
- 《與成功有約－高效能人士的七个习惯》（The 7 habits Of Highly Effective People，1989年原版，2010年再版）
- 《與領導有約》(Principle－Centered Leadership，1998年出版)
- 《與生活有約》(Living the 7 habits : stories of courage and inspiration，2000年出版)
- 《與時間有約：全方位資源管理》【與羅傑．梅瑞蓓爾，麗蓓嘉．梅瑞爾合著】(First Things First：TO LIVE, TO LOVE, TO LEARN, TO LEAVE A PILE OF POOP，2004年出版)
- 《與幸福有約》(The 7 Habits of Highly Effective Families，2004年出版)
- 《第8個習慣》(The 8th Habit：From Effectiveness to Greatness，2005年出版；2010年再版)
- 《7個習慣教出優秀的孩子》(The Leader in Me - How Schools and Parents Around the World Are Inspiring Greatness, One Child at a Time，2009年出版)
- 《讓好工作找上你：重塑工作視野 打造職涯優勢》【與珍妮佛．柯洛西莫合著】(Great Work , Great Career:How to Creat Your Ultimate Job and Make an Extraordinary Contribution，2010年出版)
- 《第3選擇：解決人生所有難題的關鍵思維》(The 3rd Alternative：Solving Life’s Most Difficult Problems，2013年出版)
- 《柯維經典語錄》(The Wisdom and Teachings of Stephen R. Covey，2018年出版) ISBN 4713510945933
- 《漫畫讀通柯維成功學》2018年出版，ISBN 4713510945940